# 王俊华
王俊华（1928年—），又名随子，陕西省志丹县杏河乡杨家沟村人，中华人民共和国政治人物。

## 生平
1946年1月，加入中国共产党。1947年参军，历任连队文书、指导员、营教导员、团政治处青年股长、助理员、高炮司令部科长、师高炮营副政委、团政治处主任、二十六军直工处处长等职。1970年7月，任莱阳县革委会主任，1970年12月至1973年7月，任中共莱阳县委书记，后返回部队任中国人民解放军第26军七十六师政治部副主任。1984年3月，离休。